# Bill Wallis
Pour les articles homonymes, voir Wallis.
William Wallis, né le 20 novembre 1936 à Guildford dans le comté de Surrey et mort le 6 septembre 2013 à Bath dans le comté de Somerset est un acteur et humoriste britannique, qui est apparu dans plusieurs émissions de radio, de télévision et de théâtre, au cours d'une carrière longue de cinquante ans.

## Filmographie
- 1985 : Brazil de Terry Gilliam
- 1986 : Le Dénonciateur (The Whistle Blower) de Simon Langton
- 1988 : La Grande Évasion 2 (The Great Escape II: The Untold Story) de Paul Wendkos et Jud Taylor  (téléfilm)
- 1993 : Grandeur et descendance de Robert William Young
- 2008 : Deux Sœurs pour un roi de Justin Chadwick